# Paragyromitra infula
Gyromitre en turban
Espèce
Paragyromitra infula, jusqu'à peu Gyromitra infula, le Gyromitre en turban, est un champignon de la division des ascomycètes (Ascomycota) du genre Paragyromitra. Caractérisé par son chapeau en forme de selle ou de mitre, c'est un des seuls Gyromitres automnal. 

## Taxonomie

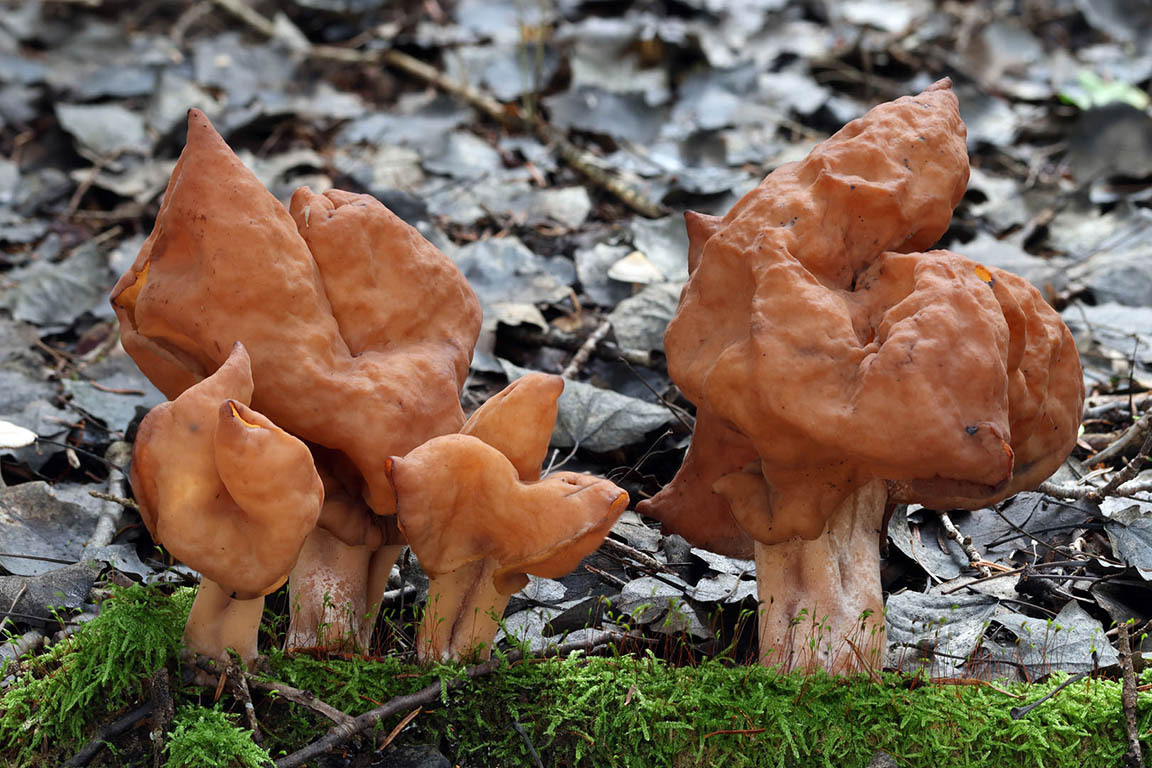
Collection de sporophores de P. infula en France.

Le nom scientifique complet (avec auteur) de ce taxon est Paragyromitra infula X.C. Wang & W.Y. Zhuang.
L'espèce a été initialement classée dans le genre Helvella sous le basionyme Helvella infula Schaeff..

### Synonymes
Gyromitra infula a pour synonymes :
- Gyromitra infula (Schaeff.) Quél.
- Gyromitra apiculatispora (Raitv.) Eckblad
- Gyromitra infula f. gyrosa Benedix
- Gyromitra infula var. apiculatispora Raitv.
- Helvella friesiana Cooke
- Helvella infula Schaeff.
- Helvella infula f. friesiana (Cooke) Bres.
- Helvella infula var. similis P.Karst.
- Helvella infula var. terrestris Alb. & Schwein.
- Helvella infula var. truncigena Alb. & Schwein.
- Helvella rhodopus Krombh.
- Physomitra infula (Schaeff.) Boud.
- Physomitra infula var. friesiana (Cooke) Boud.
- Physomitra infula var. rhodopoda P.Karst.
- Physomitra infula var. rhodopus (Krombh.) Boud.

### Phylogénie
Cette espèce a été décrite pour la première fois en 1774 par le mycologue allemand Jacob Christian Schäffer sous le nom de Helvella infula (l'orthographe originale du genre était Elvela). En 1849, Elias Magnus Fries a créé le genre Gyromitra, le distinguant de Helvella sur la base d'un hyménium marqué de lignes ondulées ou de convolutions ; le genre était basé sur l'espèce type G. esculenta.Plus tard, en 1886, le mycologue français Lucien Quélet a transféré l'espèce dans le genre Gyromitra. Les décennies suivantes ont été marquées par une certaine confusion quant au classement taxonomique correct de ces espèces.
En 1907, Jean Boudier transféra G. esculenta et H. infula dans un genre nouvellement créé qu'il appela Physomitra ; il a conservé le genre Gyromitra, mais « l'a fondé sur un caractère entièrement différent afin d'exclure du genre les espèces mêmes sur lesquelles il était fondé ». Afin de tenter de clarifier la confusion entourant la dénomination et l'identité des deux espèces, Fred J. Seaver a proposé que les deux soient synonymes, représentant des formes variables d'une même espèce. Sa suggestion n'a pas été adoptée par les mycologues ultérieurs, qui ont identifié diverses différences entre les deux espèces, notamment la période de fructification ainsi que des différences macroscopiques et microscopiques,. L'espèce est désormais classée dans le genre nouvellement créé Paragyromitra.

### Noms vulgaires et vernaculaires
Ce taxon porte en français le nom vernaculaire ou normalisé suivant : Gyromitre en turban,,.

## Description du sporophore
Le chapeau présente deux ou trois lobes formant une selle, une mitre ou un turban. Il est décrit comme étant irrégulièrement plissé et de couleur brune à rouille.
Le pied du sporophore est creux et de couleur blanchâtre au niveau du chapeau. Ailleurs il peut être rosée, grisâtre et arborer une teinte ocre à la base. Il mesure entre 2 et 6 cm de haut.
La chair est de texture caséeuse, mince, cassante et de couleur blanchâtre.

## Galerie

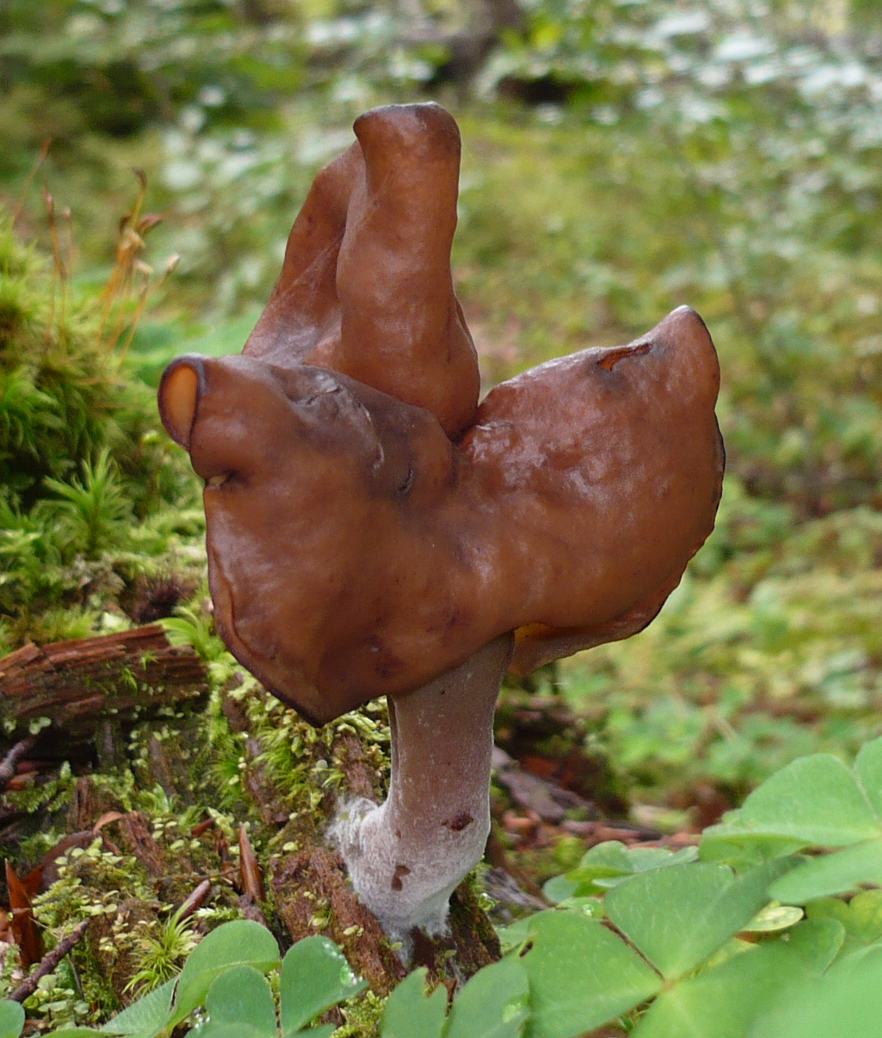
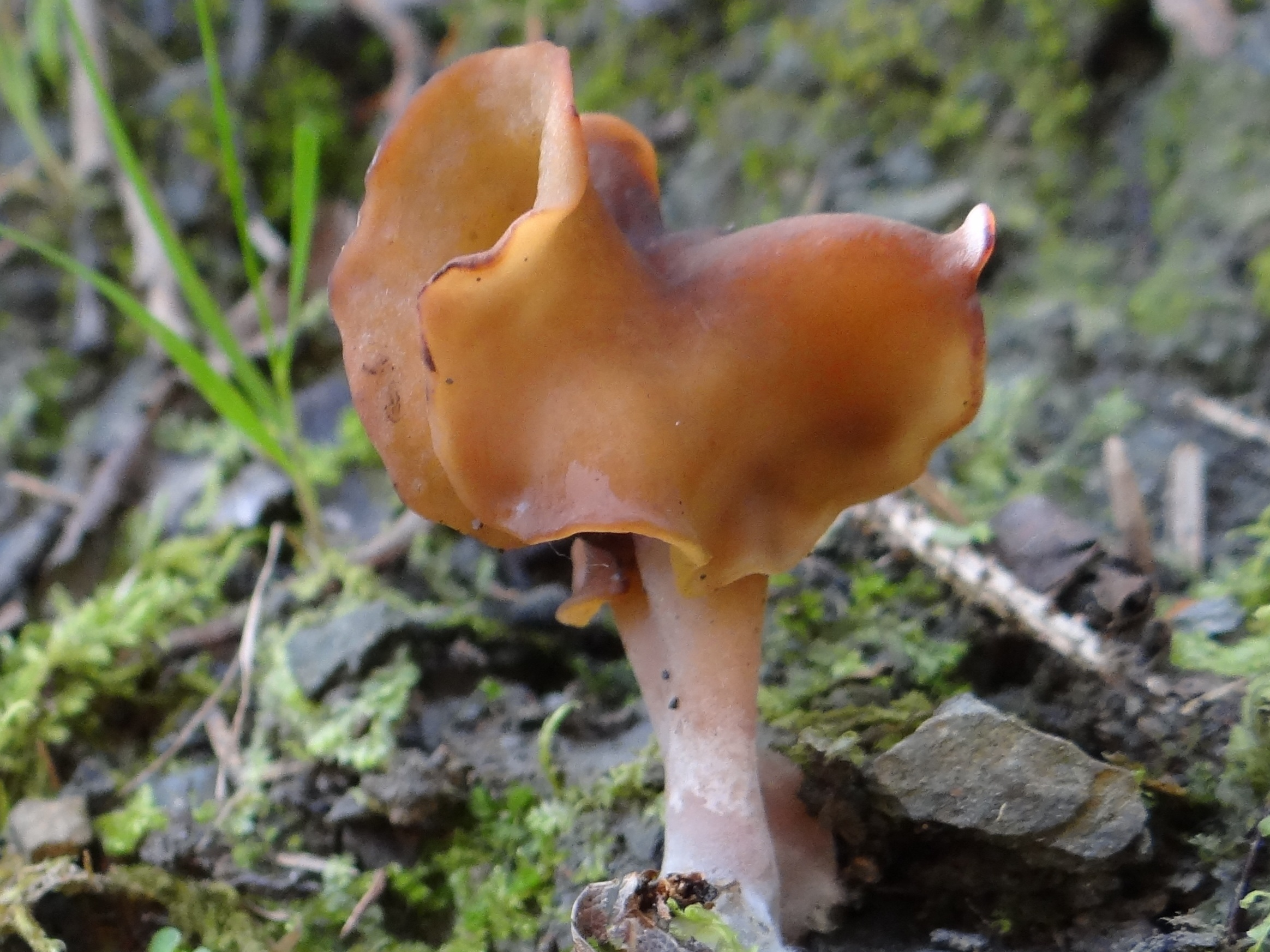
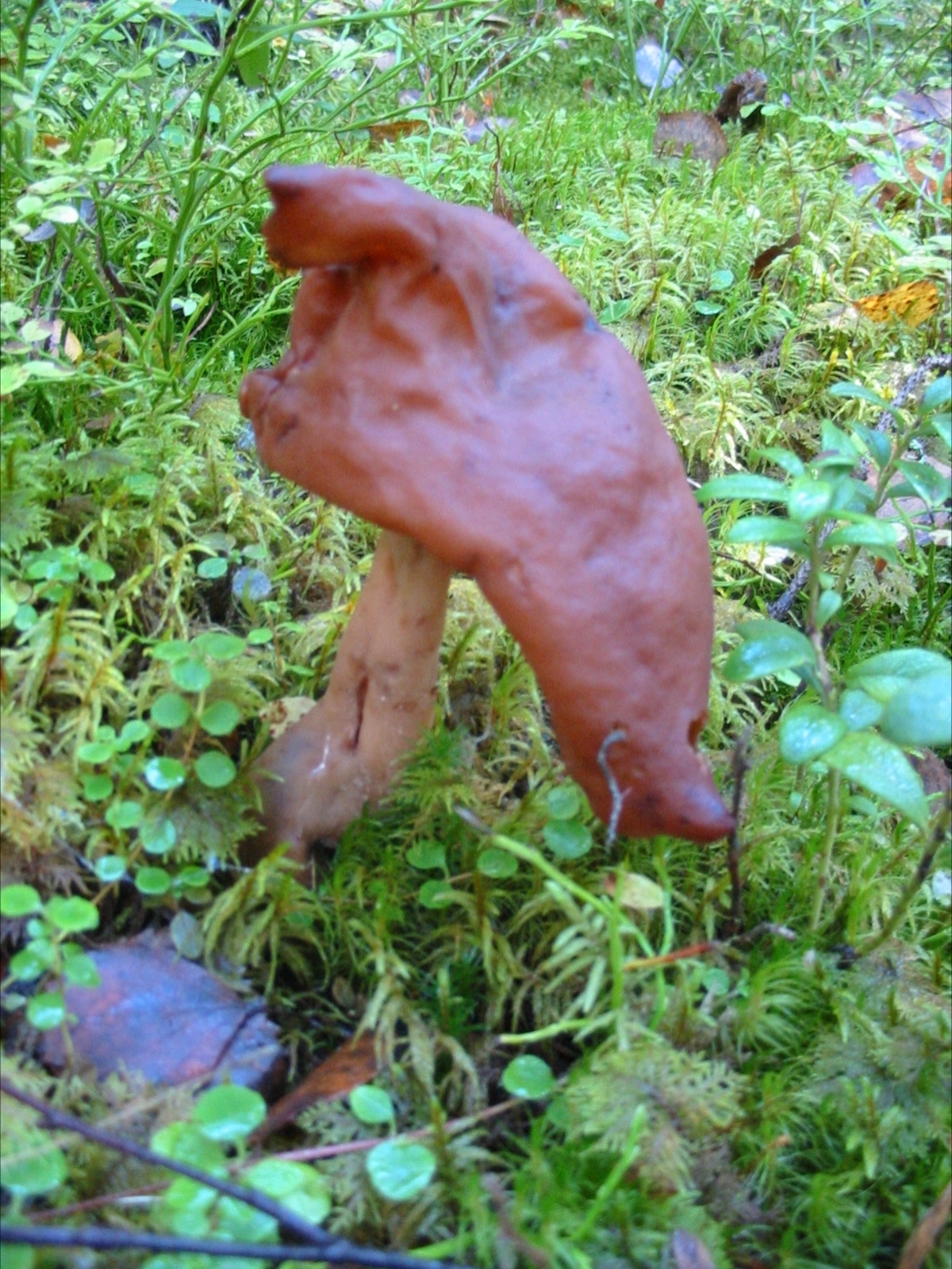
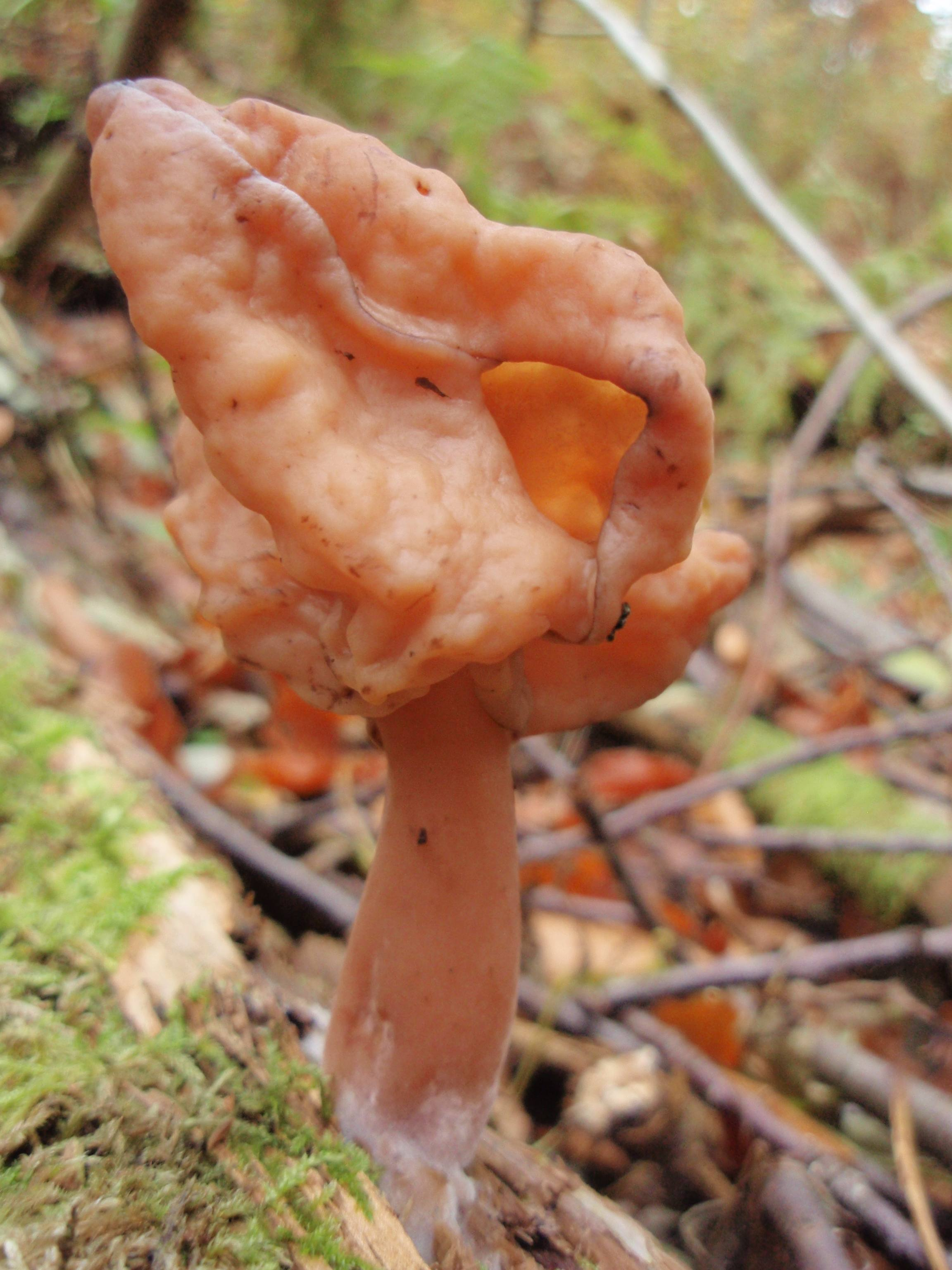
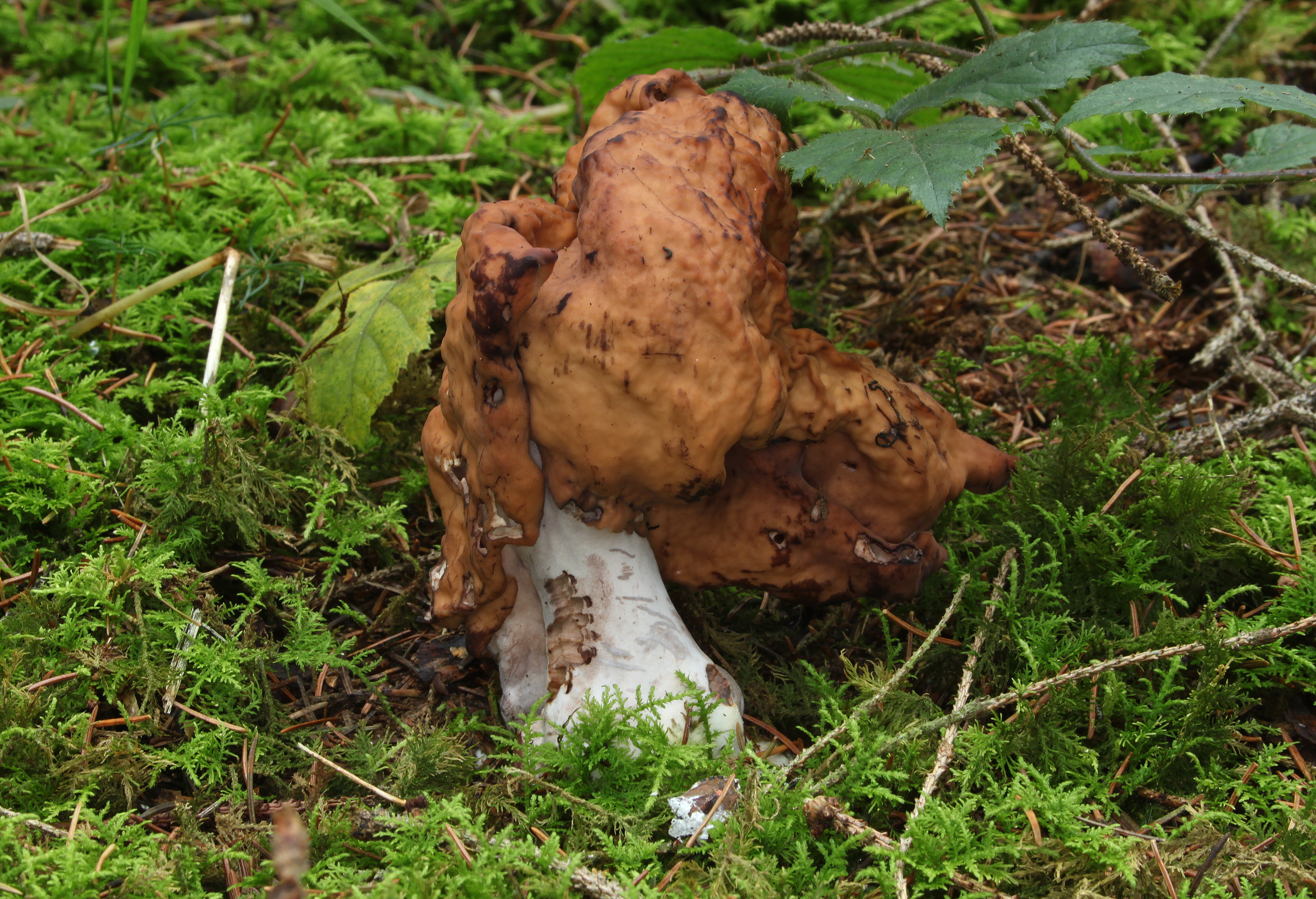
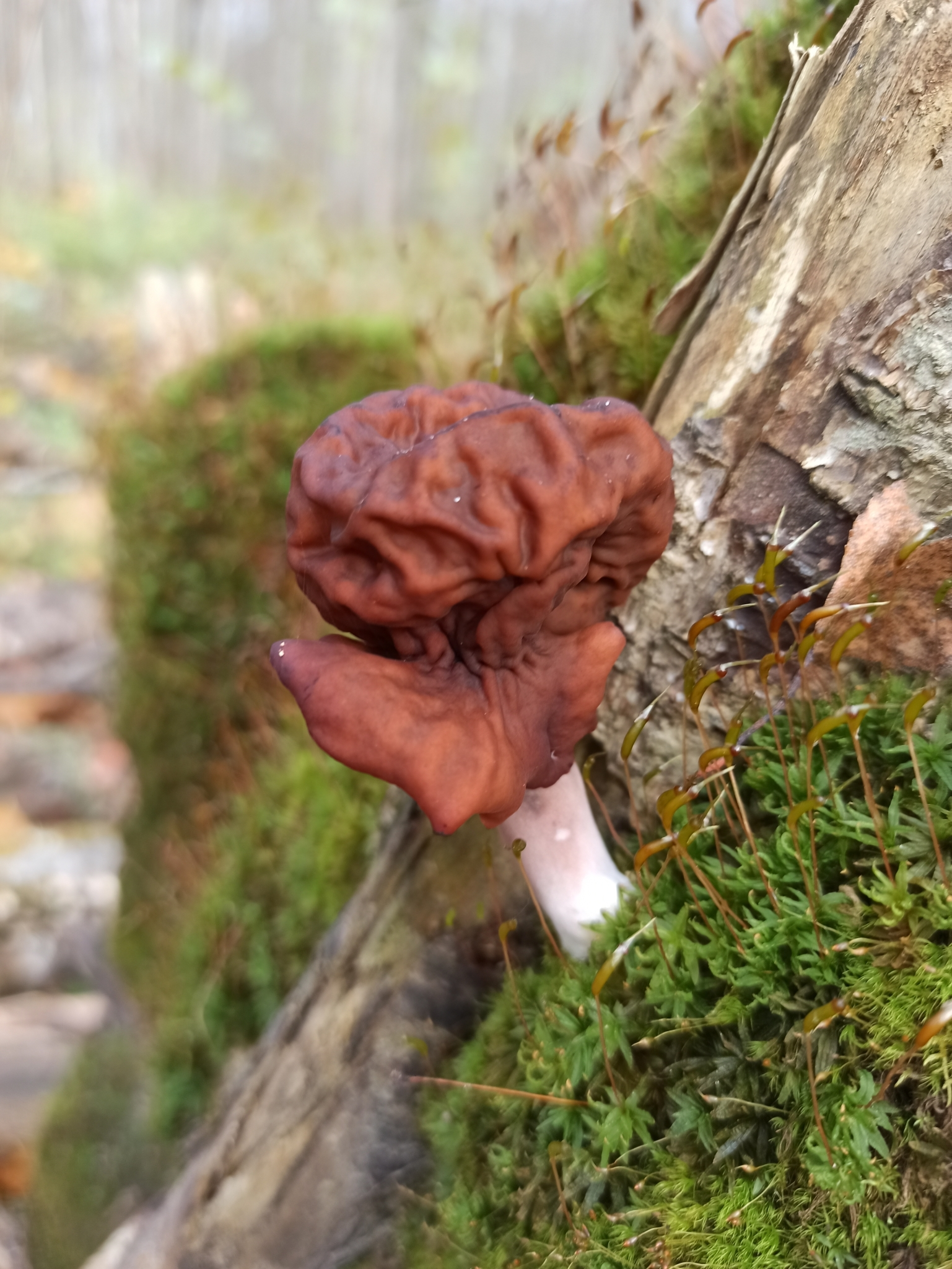
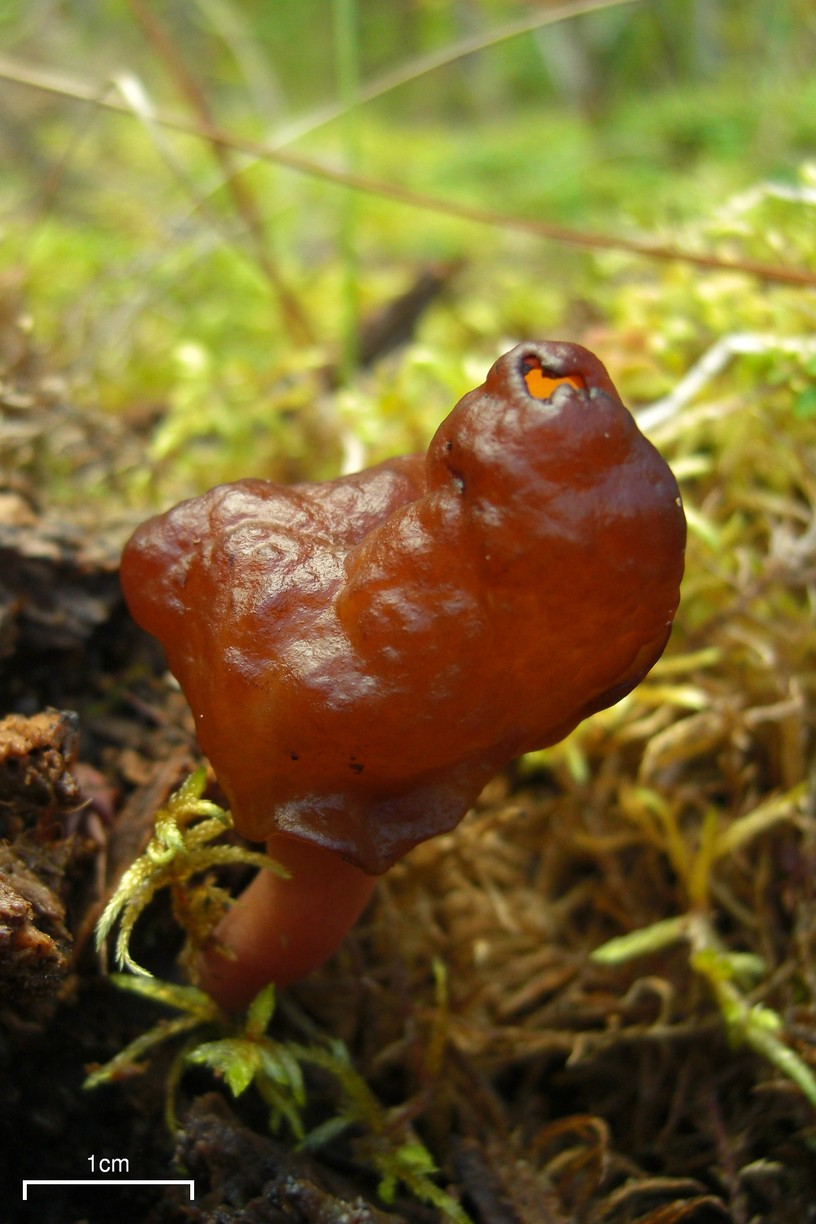
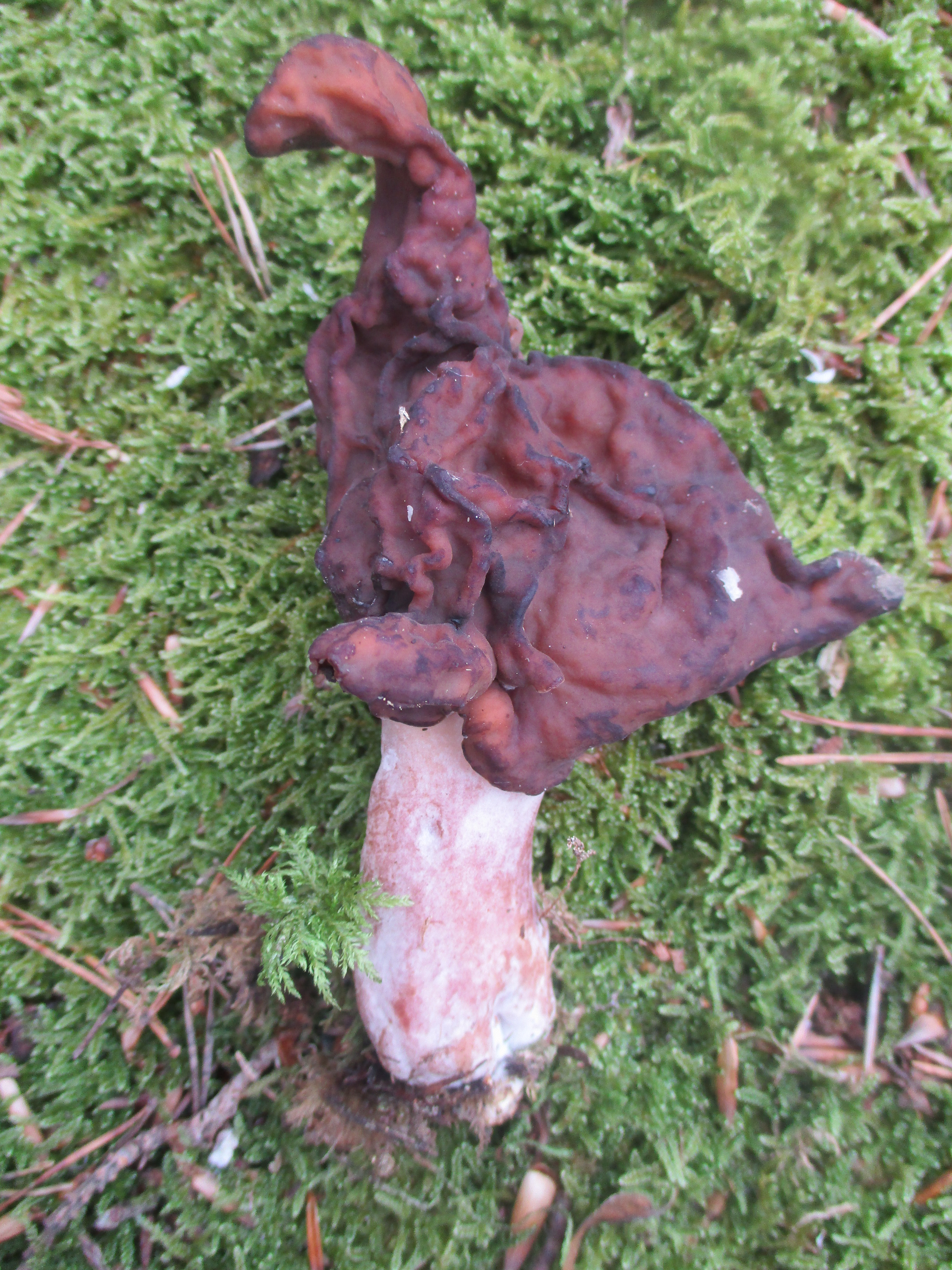
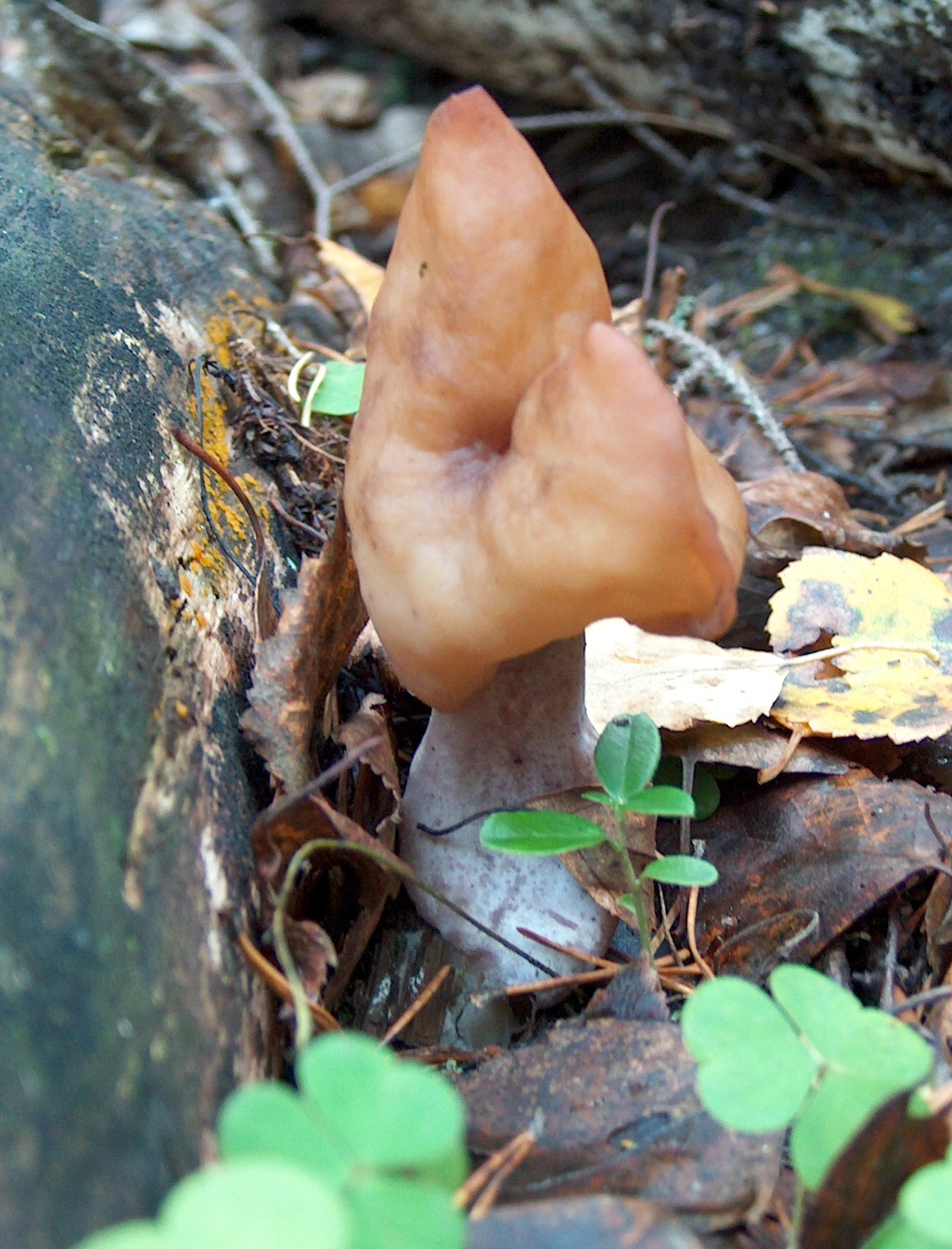
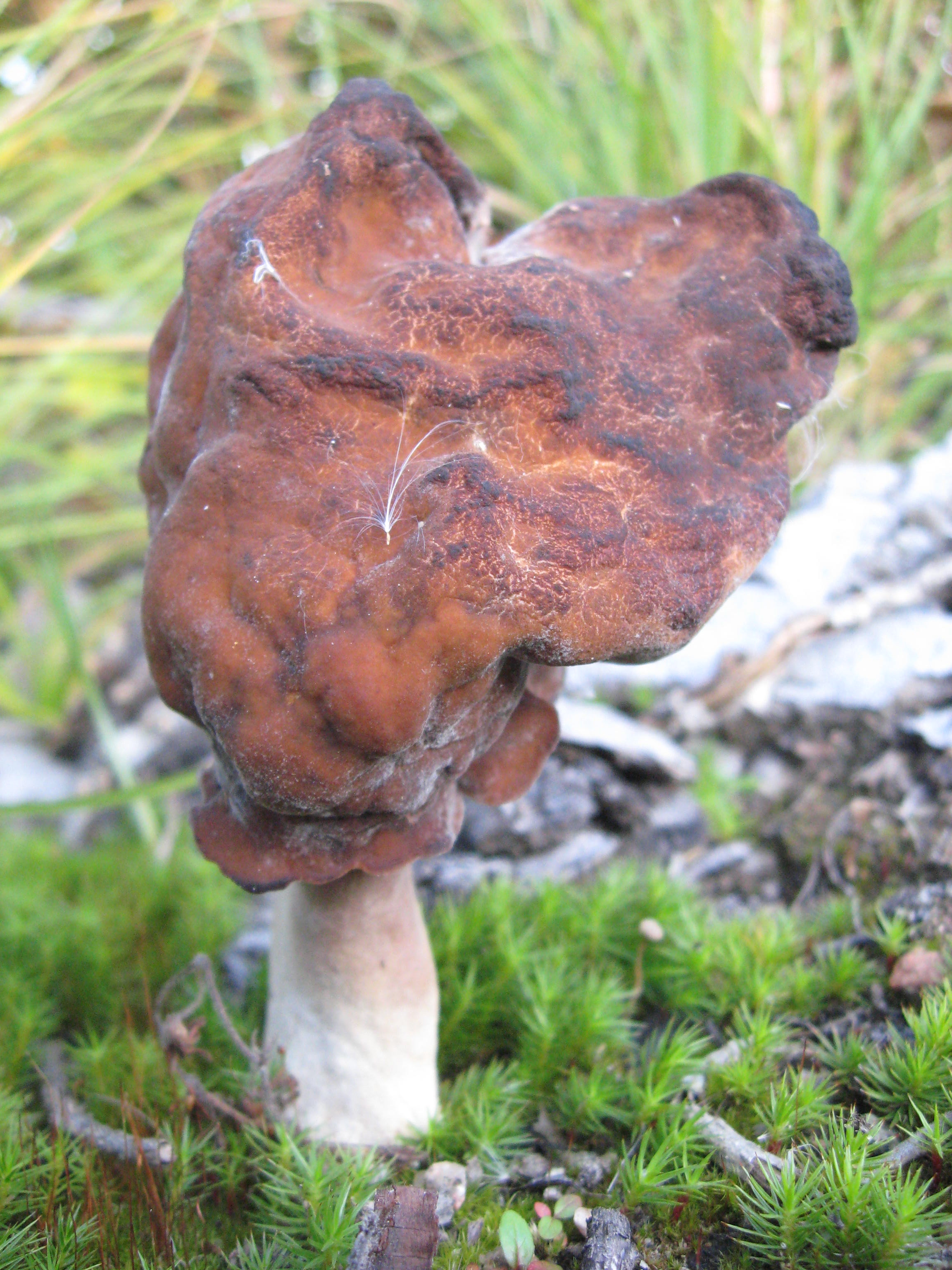
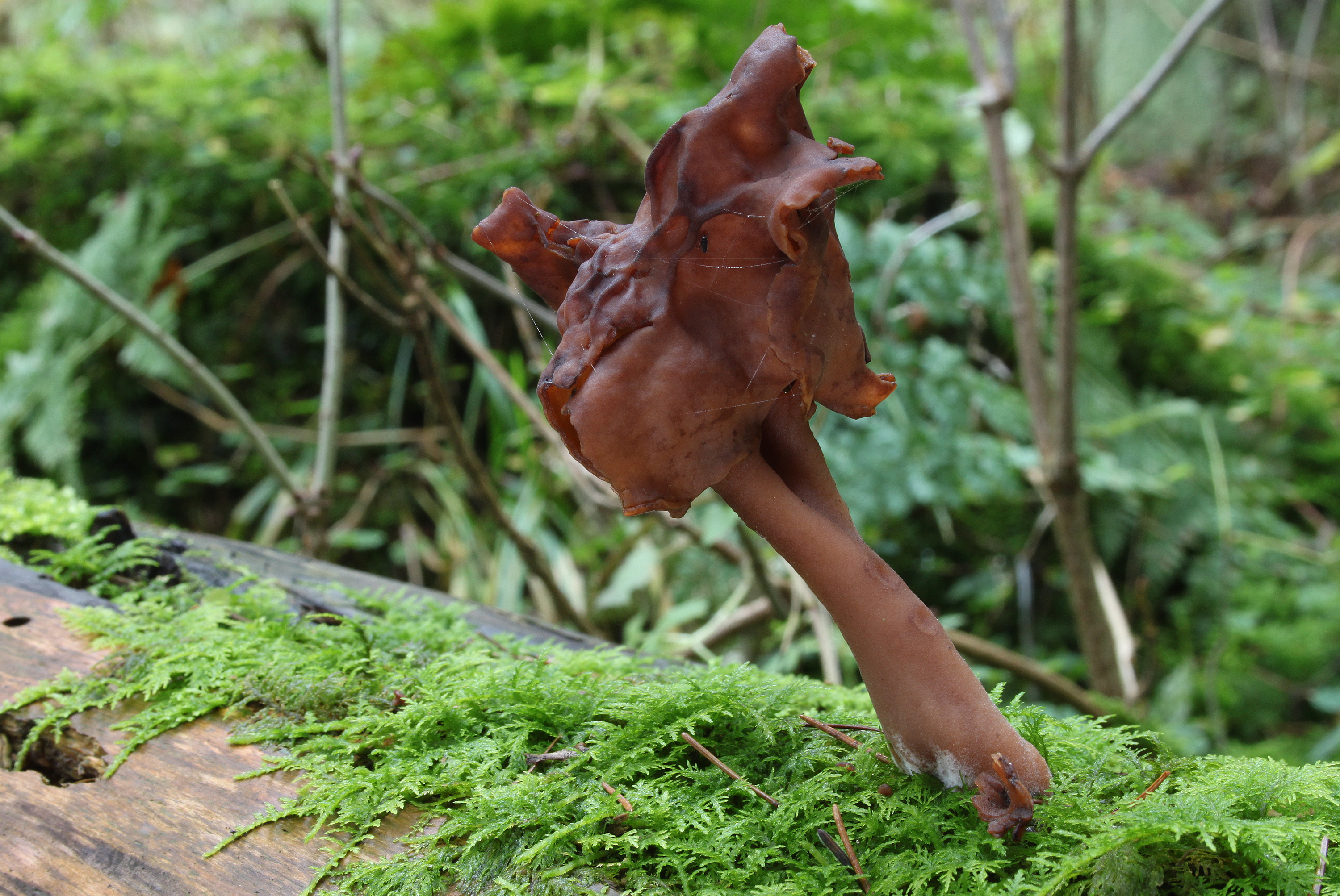
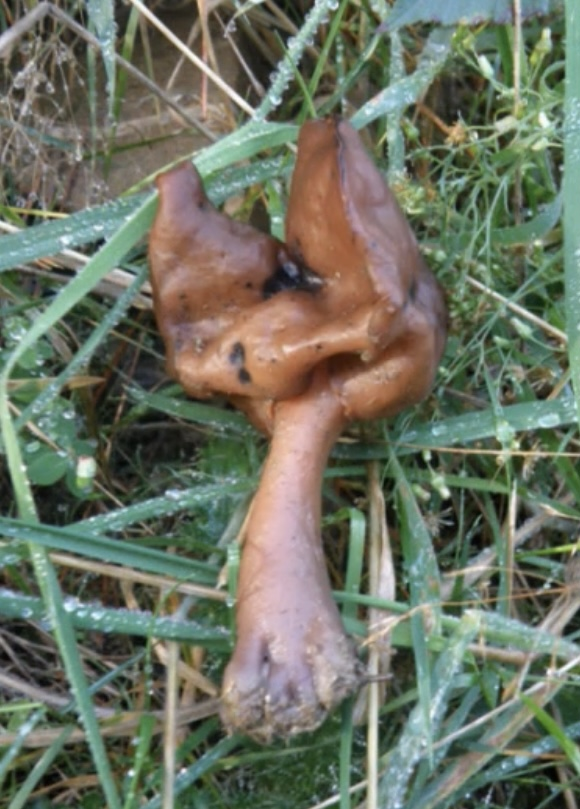
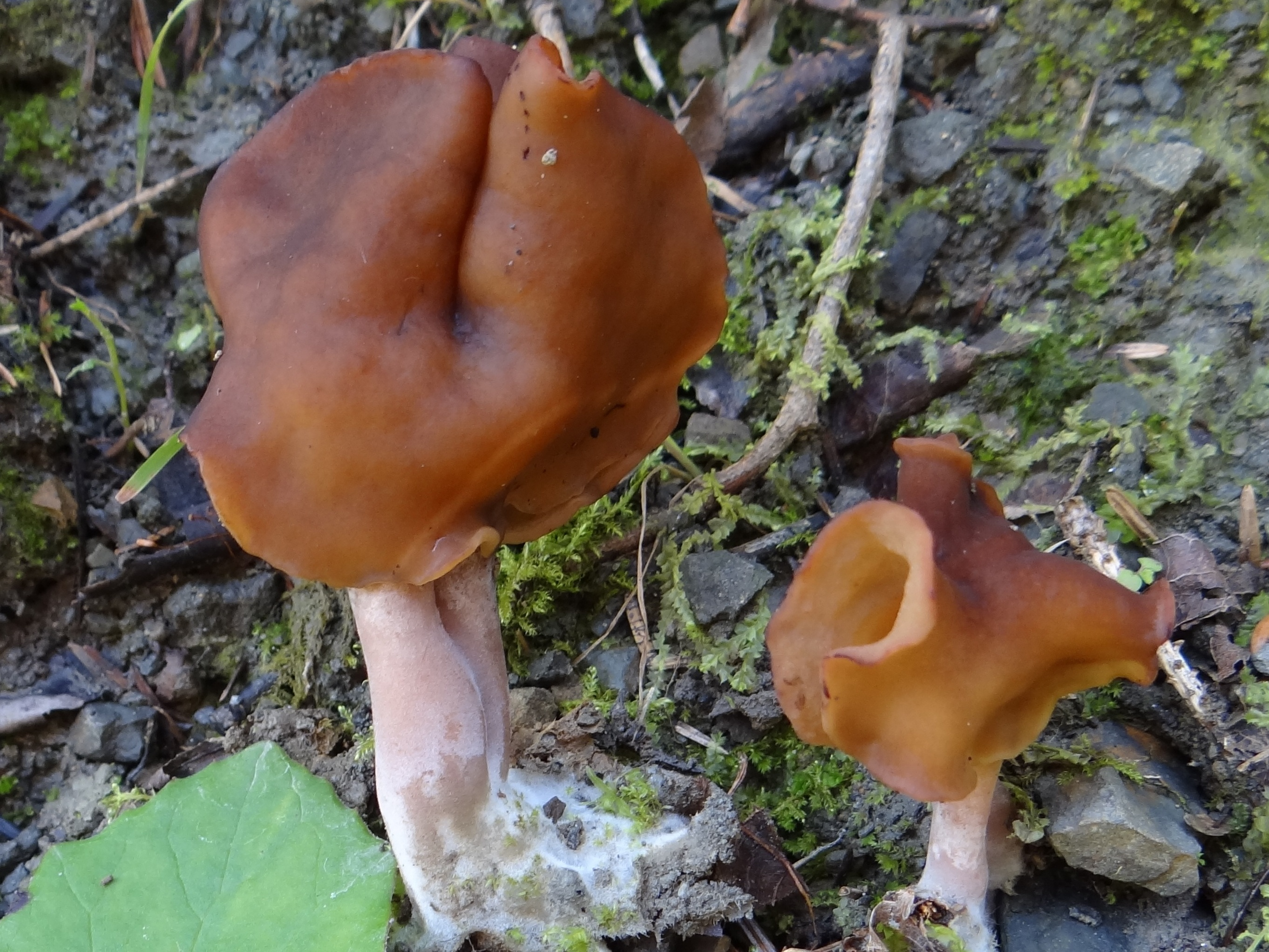
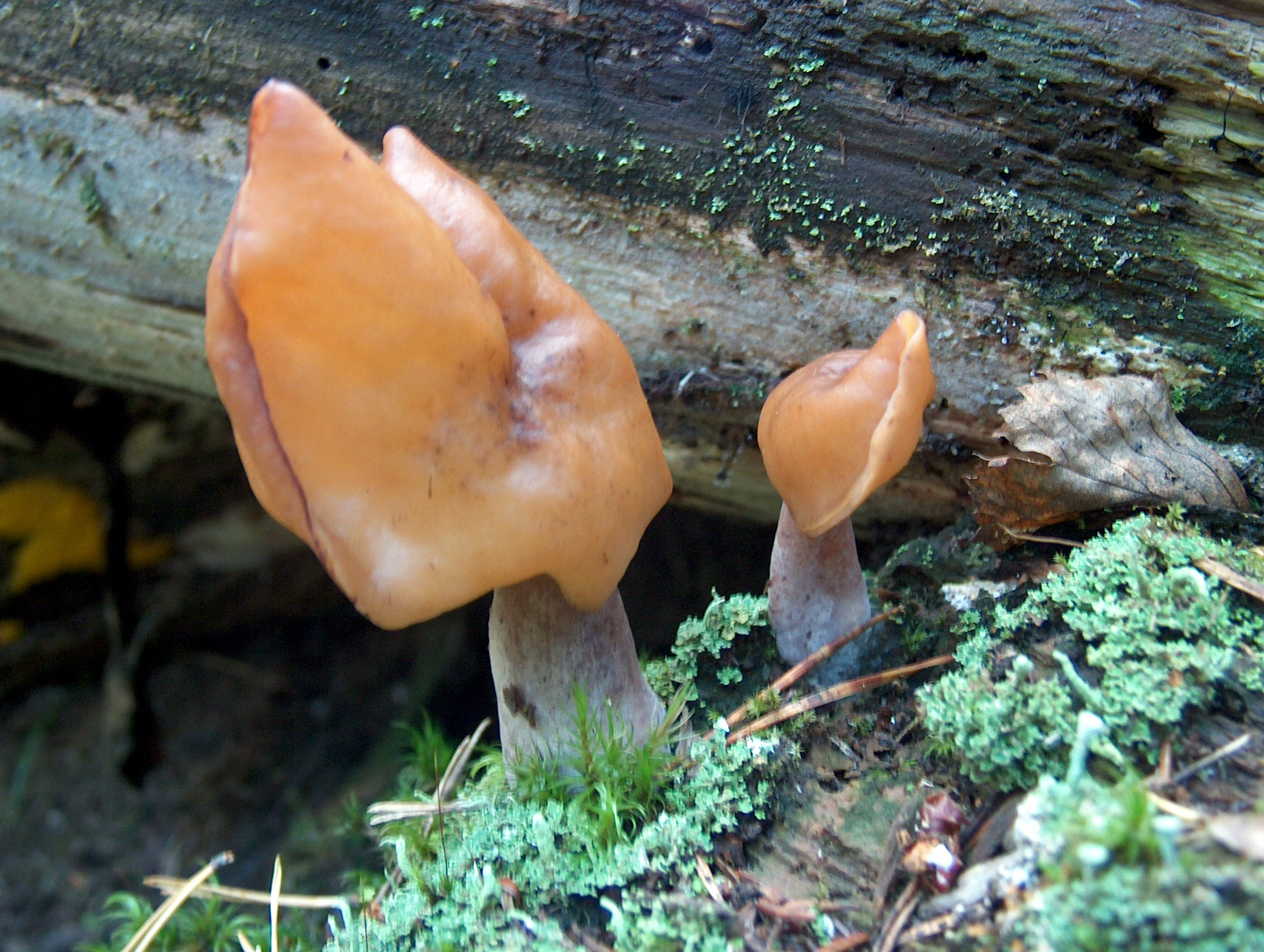

## Habitat et répartition
Cette espèce se développe principalement dans les forêts de résineux ou de hêtres, sur des tapis d'aiguilles ou des débris ligneux, se développant dans les zones humides, de juillet à octobre,. On le retrouve en montagne dans plusieurs pays d'Europe comme la France et la Suisse. Dans les pays scandinaves, ils se trouve dans les plaines et jusqu'à 200 m d'altitude. 
Cette espèce a également pu être observée sur l'ensemble des continent à l'exception de l'Afrique. Elle est cependant majoritairement présente dans l'hémisphère Nord.

## Comestibilité
Le Gyromitre en turban est dans tous les cas toxique cru ou mal cuit, il était auparavant suspecté contenir de la gyromitrine, appartenant au même genre que le classé mortel G. esculenta, et était en conséquence classé toxique. Cependant, les dernières études moléculaires (2023) ont dénoté l'absence de gyromitrine dans G. infula et dans d'autres espèces de Gyromitres, la présence de gyromitrine n'étant pas en fait commune à tout le genre Gyromitra mais plutôt à certaines espèces spécifiques du genre. Bien qu'il ne contienne pas de gyromitrine, G. infula devrait cependant continuer d'être considéré toxique, ou du moins suspect ou non recommandé, de par l'existence d'un incident lié à sa consommation et de par son manque général de consommation traditionnelle ne permettant pas d'avoir une vue assez ample sur son degrés de sécurité alimentaire,.

## Confusions possibles

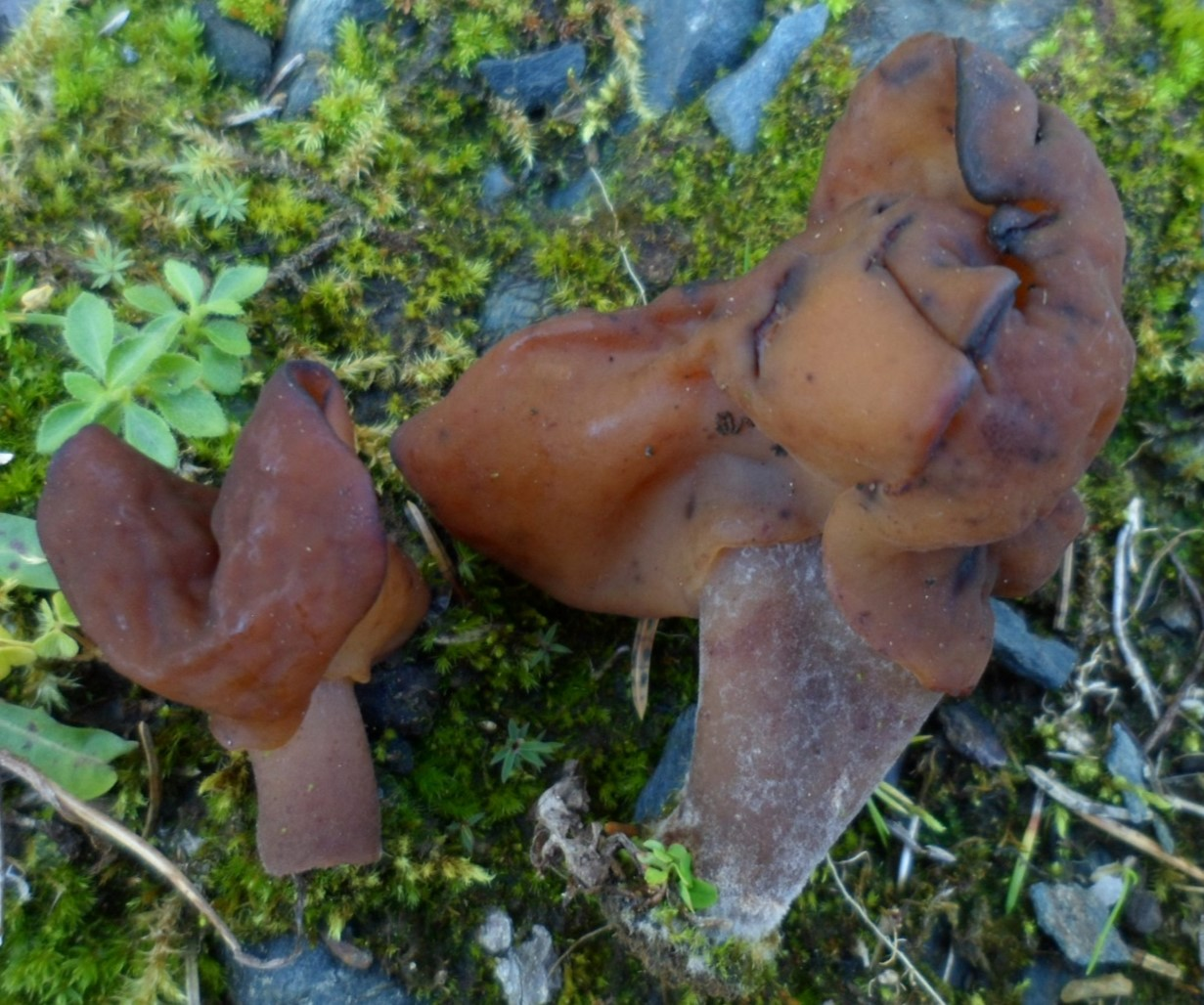
Le Gyromitre ambigu (Paragyromitra ambigua)

En automne, G. infula est assez caractéristique, il est d'ailleurs un des seuls Gyromitres poussant en automne, la majorité venant au printemps. Il peut cependant être confondu avec des Helvelles ou avec son sosie plus rare le Gyromitre ambigu (Paragyromitra ambigua) qui est un peu plus petit et au pied ayant tendance à être un peu pourpré.